# Jelézovo
Jelézovo (en rus: Железово) és un poble de l'óblast de Vladímir, a Rússia, segons el cens del 2010 tenia 20 habitants. Pertany al districte municipal de Iúriev-Polski.